# Raging Speedhorn
A Raging Speedhorn angol metalegyüttes.

## Története
1998-ban alakultak a Northamptonshire megyei Corby-ban, a "Soulcellar" és a "Box" zenekarok egyesítésével. A név az amfetamin szedése általi férfi erekcióra utal. Két demót adtak ki, amelynek a Cubanate gitárosa, Roddy Smith volt a producere. A harmadik demójuk után a pozitív visszajelzések elterjesztették az együttes nevét.  Az első albumuk még nu metal stílusú volt, a többi lemezük viszont a sludge metal jegyében készült. 2008-ban feloszlottak, 2014-ben újból összeálltak.

## Tagok
- John Loughlin - ének
- Frank Regan - ének
- James Palmer - gitár
- Dave Leese - gitár
- Dave Thompson - basszusgitár
- Gordon Morison - dob

## Diszkográfia
- Raging Speedhorn (2000)
- We Will Be Dead Tomorrow (2002)
- Live and Demos (2004)
- How the Great Have Fallen (2005)
- Before the Sea Was Built (2007)
- Lost Ritual (2016)
- 20 Year Anniversary Show (2018)[3]